# Georgi Michailowitsch Lissizyn

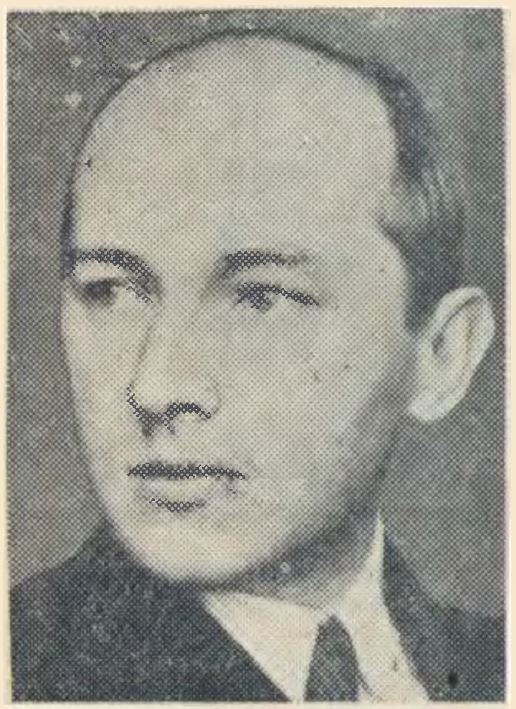
Georgi Lissizyn (ca. 1940)

Georgi Michailowitsch Lissizyn (russisch Гео́ргий Миха́йлович Лиси́цын, wiss. Transliteration Georgij Mihailovič Lisicyn; * 11. Oktober 1909 in Sankt Petersburg; † 20. März 1972 in Leningrad) war ein bedeutender sowjetischer Schachmeister und -theoretiker.

## Leben
Lissizyn begann seine Schachkarriere in seiner Heimatstadt Leningrad, wo er erstmals 1930/31 um die Meisterschaft der Stadt teilnahm. Sein hervorragender vierter Platz brachte ihm umgehend den Titel Meister des Sports der UdSSR ein. Bei seinen nachfolgenden zehn Beteiligungen an der Leningrader Meisterschaft gelang ihm drei Mal der Titelgewinn: 1933/34, 1939 und 1947.
Er qualifizierte sich insgesamt für zehn Endrunden um die Landesmeisterschaft der UdSSR, bei denen er 1933 (geteilter 3.–5. Platz), 1934 sowie 1937 (jeweils geteilter 5. Platz) und 1954 (geteilter 4.–5. Platz) seine besten sportlichen Ergebnisse erzielte. Zudem nahm er an den internationalen Turnieren in Leningrad 1934 (unter Beteiligung von Max Euwe), Moskau 1935 und in Helsinki 1946 (2. Platz) teil. 1936 spielte er in Leningrad einen Wettkampf mit Witali Tschechower, der 6:6 endete.
Im Jahr 1950 verlieh die FIDE ihm für seine Erfolge den Titel Internationaler Meister.
Lissizyn war Autor zahlreicher Artikel zur Eröffnungstheorie und mehrerer Strategie- und Lehrbücher, die hohe Auflagen in der Sowjetunion erzielten. Insbesondere seine Beiträge zur Réti-Eröffnung gelten als bedeutend.

## Werke (Auswahl)
- Strategia i taktika schachmatnogo iskusstwa, Leningrad 1952 (russisch)
- Sakljutschitelnaja tschast schachmatnoj igry, Leningrad 1956 (russisch)
- Strategia i taktika schachmat, Leningrad 1958 (russisch)